# Мирное (Высшевеселовский сельский совет)
Мирное (укр. Мирне, до 2016 г. — Комсомолец) — село,
Высшевеселовский сельский совет,
Великописаревский район,
Сумская область,
Украина.
Код КОАТУУ — 5921280804. Население по переписи 2001 года составляло 155 человек.

## Географическое положение
Село Мирное находится у истоков реки Ахтырка,
ниже по течению на расстоянии в 2 км расположено село Кудрявое (Ахтырский район).
Рядом проходит автомобильная дорога Т-2106.

## Экономика
- Молочно-товарная ферма.